# Gebe
Gebe is een eiland in de Molukken, gelegen in het regentschap Centraal-Halmahera van de Indonesische provincie Noord-Molukken. Het eiland is 145 vierkante kilometer groot en het hoogste punt is 406 meter. Op het eiland ligt de luchthaven Gebe. De belangrijkste plaats op het eiland is het dorp (desa) Kapaleo in het centrale deel. Andere dorpen op het eiland zijn Kacepi, Mamin, Sanafi, Umera en Umyal.

## Zoogdieren
Op het eiland komen de volgende zoogdiersoorten voor:
- Wild zwijn (Sus scrofa)
- Pacifische rat (Rattus exulans)
- Phalanger alexandrae
- Gewone suikereekhoorn (Petaurus breviceps)
- Rattus praetor
- Dobsonia beauforti
- Macroglossus minimus
- Nyctimene albiventer (onzeker)
- Pteropus conspicillatus
- Pteropus neohibernicus
- Syconycteris australis
- Emballonura nigrescens
- Emballonura raffrayana
- Hipposideros papua
- Miniopterus australis
- Miniopterus schreibersii
- Myotis stalkeri

## Taal
Op het eiland Gebe wordt de gelijknamige taal gesproken. Dit is een Austronesische taal, uit de Centraal-Oostelijke Malayo-Polynesische groep.